# Bund der Kommunisten Jugoslawiens
Der Bund der Kommunisten Jugoslawiens, kurz BdKJ (serbokroatisch Savez komunista Jugoslavije, kurz SKJ), war von 1945 bis 1990 die Regierungspartei in Jugoslawien. Bis 1952 nannte sie sich Kommunistische Partei Jugoslawiens, kurz KPJ.

## Geschichte

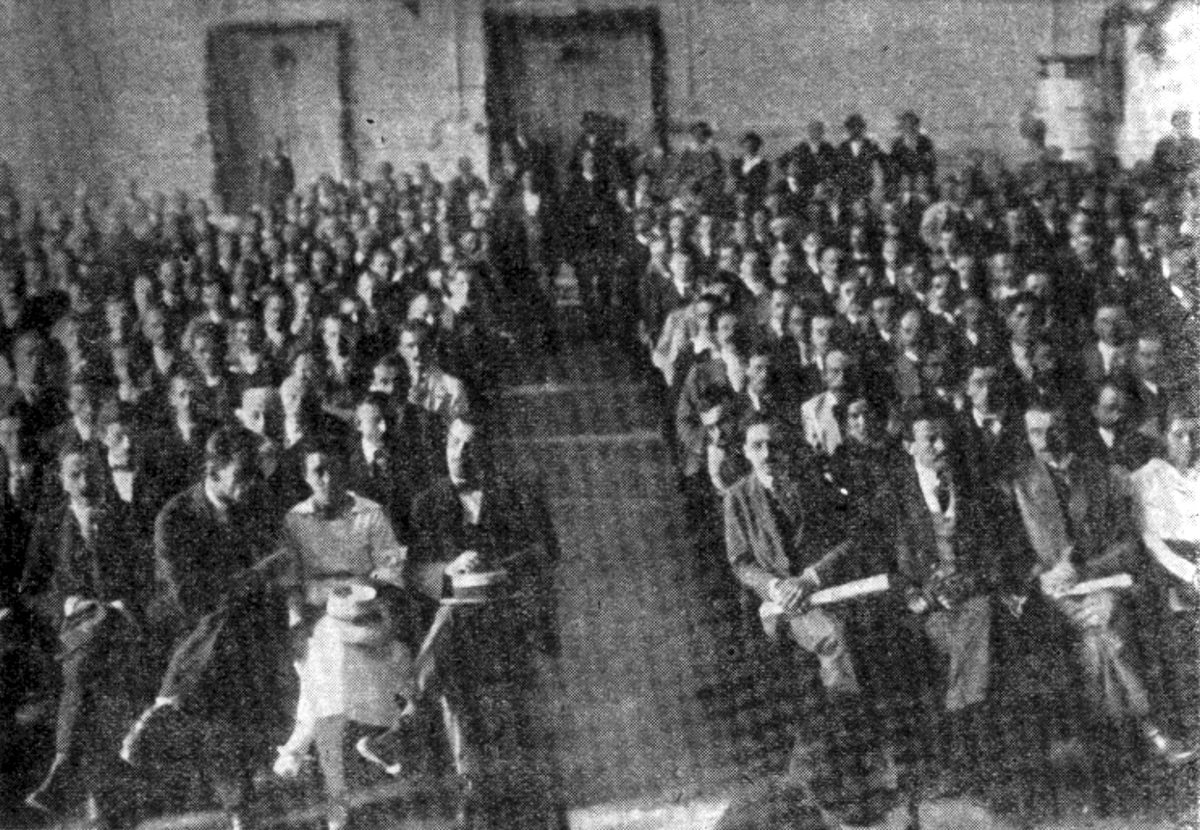
Delegierte des zweiten Kongresses der KPJ in Vukovar (1920)

Die Kommunistische Partei Jugoslawiens (KPJ) wurde 1919 gegründet. Bei den ersten Wahlen im neu entstandenen Königreich Jugoslawien erzielten die Kommunisten ein überraschend gutes Ergebnis, obwohl die Partei noch kaum organisatorische Strukturen hatte. 1921 wurde die KPJ als staatsfeindliche Organisation verboten. Die kaum 1000 Mitglieder agierten bis zum Zweiten Weltkrieg aus der Illegalität heraus, ohne größeren Einfluss auf die Bevölkerung gewinnen zu können. Parteikongresse fanden während dieser Zeit im Ausland statt (1922, 1923 und 1926 in Wien, 1928 in Dresden). Innerparteilich war diese Zeit von erbitterten Kämpfen verschiedener kommunistischer Strömungen gekennzeichnet.
Im Zweiten Weltkrieg rückte die KPJ ab etwa 1942 innerhalb der jugoslawischen Partisanenbewegung an die erste Stelle, die kommunistische Volksbefreiungsarmee war stärkste Kraft im Kampf gegen die deutschen und italienischen Besatzer. 1944/45 übernahmen die Kommunisten die Macht und wandelten Jugoslawien in einen Einparteienstaat um.
Während des VII. Parteikongresses im Jahr 1952, als unter Tito die förmliche Abkehr vom Stalinismus vollzogen wurde, bekam die Partei auch ihren neuen Namen Bund der Kommunisten, der dem föderalen Staatsaufbau des sozialistischen Jugoslawien auch im Namen der herrschenden Partei zum Ausdruck bringen sollte. Bis 1952 hieß die Partei Kommunistische Partei Jugoslawiens (serbokroat. Komunistička partija Jugoslavije, mazedon. Komunistička partija na Jugoslavija, slowen. Komunistična partija Jugoslavije).
Im Verlauf des 14. Kongresses des Bundes der Kommunisten Jugoslawiens (20. bis 22. Januar 1990) zerbrach der Bund.

## Der BdKJ in den jugoslawischen Teilrepubliken
Im Jahr 1952 wurden für jede Teilrepublik entsprechende Parteien gegründet:
- Bund der Kommunisten Bosnien und Herzegowinas
- Bund der Kommunisten Kroatiens
- Bund der Kommunisten Mazedoniens
- Bund der Kommunisten Montenegros
- Bund der Kommunisten Serbiens
- Bund der Kommunisten Kosovos
- Bund der Kommunisten der Vojvodina
- Bund der Kommunisten Sloweniens

## Parteiführung

### Vorsitzende
Josip Broz Tito leitete die Partei von 1937 bis zu seinem Tod 1980, zunächst als Generalsekretär, ab 1963 als Präsident des Präsidiums des BdKJ. Bereits ab Oktober 1978 übernahmen wegen Titos Gesundheitszustand amtierende Präsidenten dieses Amt für jeweils ein Jahr. Nach Titos Tod wurde dieses System des jährlichen turnusmäßigen Wechsels beibehalten.
- 1978–1979: Branko Mikulić (1928–1994)
- 1979–1980: Stevan Doronjski (1919–1981)
- 1980–1981: Lazar Mojsov (1920–2011)
- 1981–1982: Dušan Dragosavac (1919–2014)
- 1982–1983: Mitja Ribičič (1919–2013)
- 1983–1984: Dragoslav Marković (1920–2005)
- 1984–1985: Ali Shukrija (1919–2005)
- 1985–1986: Vidoje Žarković (1927–2000)
- 1986–1987: Milanko Renovica (1928–2013)
- 1987–1988: Boško Krunić (1929–2017)
- 1988–1989: Stipe Šuvar (1936–2004)
- 1989–1990: Milan Pančevski (1935–2019)

### Politbüro der KPJ sowie Exekutivkomitee und Präsidium des BdKJ

#### V. Parteikongress (21. bis 28. Juli 1948)
- Politbüro (9 Mitglieder): Josip Broz Tito, Edvard Kardelj, Milovan Đilas, Aleksandar Ranković, Ivan Gošnjak, Moša Pijade, Boris Kidrič, Blagoje Nešković und Franc Leškovšek.
- Politbüro (4 Kandidaten): Vladimir Bakarić, Đuro Pucar, Lazar Koliševski und Svetozar Vukmanović-Tempo.

#### VI. Parteikongress (2. bis 7. November 1952)
Exekutivkomitee (Mitglieder): Josip Broz Tito (Generalsekretär des Exekutivkomitees), Edvard Kardelj, Milovan Đilas (bis 17. Januar 1954), Aleksandar Ranković, Ivan Gošnjak, Moša Pijade (bis 15. März 1957), Boris Kidrič (bis 11. April 1953), Franc Leškovšek, Vladimir Bakarić, Đuro Pucar, Lazar Koliševski, Svetozar Vukmanović-Tempo, Petar Stambolić (ab 1954), Miha Marinko (ab 1955), Blažo Jovanović (ab 1955).

#### VII. Parteikongress (22. bis 26. April 1958)
- Exekutivkomitee (15 Mitglieder): Josip Broz Tito (Generalsekretär des Exekutivkomitees), Edvard Kardelj, Aleksandar Ranković, Ivan Gošnjak, Svetozar Vukmanović-Tempo, Đuro Salaj (bis 20. Mai 1958), Đuro Pucar, Lazar Koliševski, Franc Leškovšek, Vladimir Bakarić, Miha Marinko, Blažo Jovanović, Petar Stambolić, Jovan Veselinov und Veljko Vlahović.
- Sekretariat des Exekutivkomitees (5 Mitglieder): Josip Broz Tito (Generalsekretär des Exekutivkomitees), Edvard Kardelj, Aleksandar Ranković, Ivan Gošnjak (bis 2. Juni 1965) und Svetozar Vukmanović-Tempo (bis 2. Juni 1965).

#### VIII. Parteikongress (Dezember 1964)
- Exekutivkomitee (19 Mitglieder): Josip Broz Tito (Generalsekretär des Exekutivkomitees), Edvard Kardelj, Aleksandar Ranković (bis 1. Juli 1966), Veljko Vlahović, Vladimir Bakarić, Krste Crvenkovski, Ivan Gošnjak, Blažo Jovanović, Lazar Koliševski, Boris Krajger, Miha Marinko, Cvijetin Mijatović, Đorđije Pajković, Đuro Pucar, Petar Stambolić, Mika Špiljak, Mijalko Todorović (bis 4. Oktober 1966), Jovan Veselinov, Svetozar Vukmanović-Tempo und Milentije Popović (ab 1. Juli 1966).
- Sekretariat des Exekutivkomitees (4 Mitglieder): Josip Broz Tito (2. Juni 1965 bis 4. Oktober 1966 Generalsekretär des Exekutivkomitees), Aleksandar Ranković (2. Juni 1965 bis 1. Juli 1966), Edvard Kardelj (2. Juni 1965 bis 4. Oktober 1966), Veljko Vlahović (2. Juni 1965 bis 1. Juli 1966) und Mijalko Todorović (ab 1. Juli 1966).

#### Plenum des ZK (4. Oktober 1966)
- Präsidium des ZK (35 Mitglieder): Josip Broz Tito (Präsident), Edvard Kardelj, Veljko Vlahović, Vladimir Bakarić, Krste Crvenkovski, Ivan Gošnjak, Blažo Jovanović, Lazar Koliševski, Boris Krajger (bis 4. Januar 1967), Miha Marinko, Cvijetin Mijatović, Đorđije Pajković, Đuro Pucar, Petar Stambolić, Mika Špiljak, Jovan Veselinov, Svetozar Vukmanović-Tempo, Milentije Popović, Koča Popović, Marko Nikezić (ab Oktober 1968) und 16 weitere Mitglieder.
- Exekutivkomitee des ZK (11 Mitglieder):  Mijalko Todorović (Sekretär), Mirko Tepavac (4. Oktober 1966 bis 1967), Miroslav Pečujlić und weitere Mitglieder.

#### IX. Parteikongress (11. bis 16. März 1969)
- Präsidium des ZK (52 Mitglieder): Josip Broz Tito (Präsident), Mirko Tepavac (bis 22. Januar 1972), Nikola Ljubičić, Lazar Koliševski (bis April 1972), Krste Crvenkovski (bis April 1972), Dobroslav Ćulafić, Miko Tripalo (bis 27. Januar 1972), Cvijetin Mijatović, Marko Nikezić (bis 21. Oktober 1972), Miroslav Pečujlić (bis 27. Januar 1972), Veselin Đuranović, Mirko Čanadanović (bis 24. Dezember 1972), France Popit und 38 weitere Mitglieder. Spätere Änderungen: Milka Planinc (ab 14. Dezember 1971), Jure Bilić (ab Januar 1972), Tihomir Vlaškalić (ab Oktober 1972) und Dušan Alimpić (ab Mai 1973).
- Exekutivbüro des ZK (15 Mitglieder): Josip Broz Tito (Präsident), Mijalko Todorović (bis 27. Januar 1972), Miroslav Pečujlić (bis 27. Januar 1972), Veljko Vlahović (bis 27. Januar 1972), Budislav Šoškić, Vladimir Bakarić (bis 27. Januar 1972), Miko Tripalo (bis 27. Januar 1972), Stane Dolanc, Edvard Kardelj (bis 27. Januar 1972), Cvijetin Mijatović (bis 27. Januar 1972), Nijaz Dizdarević (bis 27. Januar 1972), Krste Crvenkovski (bis 27. Januar 1972), Kiro Gligorov, Fadil Hoxha und Stevan Doronjski. Auf der jährlichen Parteikonferenz (25. bis 27. Januar 1972) wurde das Exekutivbüro des ZK umfassend umgebildet und verfügte nur noch über neun Mitglieder, und zwar: Josip Broz Tito (Präsident), Krste Avramović, Budislav Šoškić, Jure Bilić, Stane Dolanc, Todo Kurtović, Kiro Gligorov, Fadil Hoxha und Stevan Doronjski.

#### X. Parteikongress (27. bis 30. Mai 1974)
- Präsidium des ZK (39 Mitglieder): Josip Broz Tito (Präsident), Edvard Kardelj, Stane Dolanc, Vladimir Bakarić, Mika Špiljak, Jure Bilić, Petar Stambolić, Miloš Minić, Lazar Koliševski, Kiro Gligorov, Aleksandar Grličkov, Cvijetin Mijatović, Vojo Srzentić, Fadil Hoxha, Stevan Doronjski, Nikola Ljubičić, Dušan Alimpić, Branko Mikulić, Angel Čemerski, Tihomir Vlaškalić, Veselin Đuranović, Milka Planinc, France Popit, Mahmut Bakalli und 15 weitere Mitglieder. Spätere Änderungen ab Februar 1975: Dobroslav Ćulafić, Dušan Popović, Ivan Kukoć, Munir Mesihović, Dragoljub Stavrev, Ali Shukrija und Dobrivoje Vidić.
- Exekutivkomitee (12 Mitglieder):  Stane Dolanc, Jure Bilić, Todo Kurtović, Mirko Popović, Vojo Srzentić, Aleksandar Grličkov, Ivan Kukoć, Munir Mesihović, Dušan Popović, Dragoljub Stavrev, Ali Shukrija und Dobrivoje Vidić.

#### XI. Parteikongress (20. bis 23. Juni 1978)
- Präsident des Präsidiums: Josip Broz Tito (Präsident, bis 4. Mai 1980), Vorsitzende des Präsidiums: Branko Mikulić (19. Oktober 1978 bis 23. Oktober 1979), Stevan Doronjski (23. Oktober 1979 bis 20. Oktober 1980), Lazar Mojsov (20. Oktober 1980 bis 20. Oktober 1981), Dušan Dragosavac (20. Oktober 1981 bis 29. Juni 1982), Sekretäre des Präsidiums: Stane Dolanc (23. Juni 1978 bis 15. Mai 1979), Dušan Dragosavac (15. Mai 1979 bis 20. Oktober 1981) und Dobroslav Ćulafić (20. Oktober 1981 bis 29. Juni 1982).
- Präsidium (14 Mitglieder): Edvard Kardelj (bis 10. Februar 1979), Stane Dolanc, Vladimir Bakarić, Dušan Dragosavac, Petar Stambolić (bis 10. Oktober 1981), Miloš Minić, Cvijetin Mijatović (bis 18. Juni 1979), Branko Mikulić, Veselin Đuranović, Vidoje Žarković (bis 18. Juni 1979), Lazar Koliševski (bis 18. Juni 1979),  Aleksandar Grličkov, Fadil Hoxha,  Stevan Doronjski (bis 14. August 1981), Dobroslav Ćulafić, Lazar Mojsov, Hamdija Pozderac, Andrej Marinc, Dragoslav Marković (ab 1. Oktober 1981), Dušan Alimpić (ab 1. Oktober 1981) und 10 weitere Mitglieder kraft Amtes: Josip Broz Tito (Präsident, bis 4. Mai 1980), France Popit (bis April 1982), Milka Planinc (bis 16. Mai 1982), Tihomir Vlaškalić (bis Mai 1982), Nikola Stojanović, Vojo Srzentić, Angel Čemerski (bis Mai 1982), Mahmut Bakalli (bis 6. Mai 1981), Dušan Alimpić (bis 28. April 1981), Nikola Ljubičić, Boško Krunić (ab 28. April 1981) und Velli Deva (ab 6. Mai 1981).
- Exekutivsekretariat des ZK: Milan Daljević, Milojko Drulović, Pavle Gaži, Trpe Jakovlevski, Vlado Janžić, Ferhad Kotorić, Nandor Major, Marko Orlandić und Đuro Trbović.

#### XII. Parteikongress (26. bis 29. Juni 1982)
- Präsident des Präsidiums: Mitja Ribičič (29. Juni 1982 bis 30. Juni 1983), Dragoslav Marković (30. Juni 1983 bis 26. Juni 1984), Ali Shukrija (26. Juni 1984 bis 25. Juni 1985) und Vidoje Žarković (25. Juni 1985 bis 28. Juni 1986), Sekretäre des Präsidiums: Nikola Stojanović (29. Juni 1982 bis 26. Juni 1984) und Dimče Belovski (26. Juni 1984 bis 28. Juni 1986).
- Präsidium (14 Mitglieder): Vladimir Bakarić (bis 16. Januar 1983), Dušan Dragosavac, Dimče Belovski, Kiro Hadži Vasilev, Franjo Herljević (bis 26. Juni 1984), Nikola Stojanović, Milan Kučan, Mitja Ribičič, Dragoslav Marković, Dobrivoje Vidić, Veljko Milatović (bis 30. Juli 1984), Miljan Radović, Petar Matić, Ali Shukrija, Jure Bilić (ab 1. Juli 1983), Hamdija Pozderac (ab 26. Juni 1984), Vidoje Žarković (ab 30. Juli 1984) und 9 weitere Mitglieder kraft Amtes: Jure Bilić (bis 1. Juli 1983), Krste Markovski (bis 5. Mai 1984), Hamdija Pozderac (bis 28. Mai 1984), Andrej Marinc, Dušan Čkrebić (bis 17. Mai 1984), Dobroslav Ćulafić (bis Mai 1984), Marko Đuričin (bis 28. April 1983), Sinan Hasani (bis Mai 1983), Dane Ćuić (bis Mai 1984), Josip Vrhovec (1. Juli 1983 bis 5. Mai 1984), Slavko Veselinov (28. April 1983 bis 28. April 1984), Ilaz Kurteshi (Mai 1983 bis 28. April 1984), Boško Krunić (28. April 1984 bis 24. April 1985), Svetislav Dolašević (26. April 1984 bis 1985), Vidoje Žarković (Mai bis 30. Juli 1984), Georgije Jovičić (ab Mai 1984), Mato Andrić (28. Mai 1984 bis Juli 1985), Mika Špiljak (ab 15. Mai 1984), Kolë Shiroka (ab 1985), Milan Pančevski (ab 5. Mai 1984), Marko Orlandić (ab 30. Juli 1984), Ivan Stambolić (ab Mai 1985), Đorđe Stojšić (ab 24. April 1984), Radiša Gačić (17. Mai 1984 bis 1985) und Uglješa Uzelac (ab Juli 1985).
- Exekutivsekretariat des ZK: Trpe Jakovlevski, Vlado Janžić und Marko Lolić.

#### XIII. Parteikongress (25. bis 28. Juni 1986)
- Präsident des Präsidiums: Milanko Renovica (28. Juni 1986 bis 30. Juni 1987), Boško Krunić (30. Juni 1987 bis 30. Juni 1988), Stipe Šuvar (30. Juni 1988 bis 17. Mai 1989), Milan Pančevski (17. Mai 1989 bis 17. Mai 1990), Miomir Grbović (17. Mai bis 26. Mai 1990); Sekretäre des Präsidiums: Radiša Gačić (28. Juni 1986 bis 30. Juni 1988), Štefan Korošec (30. Juni 1988 bis 1990), Petar Škundrić (1990).
- Präsidium (14 Mitglieder): Ivan Brigić, Milanko Renovica (bis 17. Oktober 1988), Ivica Račan (bis 13. Dezember 1989), Stipe Šuvar (bis 17. Mai 1989), Kolë Shiroka (bis 17. Oktober 1988), Milan Pančevski (bis 17. Mai 1990), Vasil Tupurkovski (bis 26. Juli 1989), Marko Orlandić (bis 11. Januar 1989), Vidoje Žarković (bis 11. Januar 1989), Dušan Čkrebić, Radiša Gačić (bis Mai 1989), Štefan Korošec, Franc Šetinc (bis 26. Oktober 1988), Boško Krunić (bis 1. Oktober 1988), Uglješa Uzelac (ab Mai 1989), Jusuf Zejnullahu (ab Mai 1989), Miomir Grbović (ab Mai 1989), Perko Vukotić (ab Mai 1989), Petar Škundrić (ab Mai 1989), Boris Mužević (ab Mai 1989), Stanko Radmilović (Mai bis 5. Dezember 1989), Ljubomir Varošlija (ab 20. Oktober 1989) und 9 weitere Mitglieder kraft Amtes: Uglješa Uzelac (bis Mai 1988), Stanko Stojčević (bis 13. Dezember 1989), Azem Vllasi (bis Mai 1988), Jakov Lazarovski, Miljan Radović (bis 11. Januar 1989), Slobodan Milošević (bis 24. Mai 1989), Đorđe Stojšić (bis Mai 1988), Georgije Jovičić (bis 28. April 1988), Abdulah Mutapčić (bis 29. Juni 1989), Kaqusha Jashari (Mai bis 17. November 1988), Milovan Šogorov (Mai bis 6. Oktober 1988), Petar Šimić (ab 28. April 1988), Boško Kovačević (14. Oktober 1988 bis 20. Januar 1989), Rrahman Morina (ab 27. Januar 1989), Nedeljko Šipovac (ab 20. Januar 1989), Momir Bulatović (ab 28. April 1989), Bogdan Trifunović (ab 24. Mai 1989), Nijaz Duraković (29. Juni 1989 bis März 1990).
- Exekutivsekretariat des ZK: Slobodan Filipović, Marko Lolić, Vukašin Lončar, Boris Mužević, Stanislav Stojanović, Uglješa Uzelac, Ljubomir Varošlija.

#### XIV. Parteikongress (20. bis 22. Januar 1990)
Im Verlauf des XIV. Kongresses des Bundes der Kommunisten Jugoslawiens (20. bis 22. Januar 1990) zerbrach der Bund.